# أندرو جاكسون داونينج
أندرو جاكسون داونينج (بالإنجليزية: Andrew Jackson Downing) هو مهندس المناظر الطبيعية وكاتب ومهندس معماري أمريكي، ولد في 30 أكتوبر 1815 في نيوبورغ في الولايات المتحدة، وتوفي في 28 يوليو 1852 في نهر هدسون في الولايات المتحدة.

## وصلات خارجية
- أندرو جاكسون داونينج على موقع الموسوعة البريطانية (الإنجليزية)